# قعاد الملح (الشغادرة)

تعديل مصدري - تعديل

قعاد الملح هي إحدى قرى عزلة السوالمة بمديرية الشغادرة التابعة لمحافظة حجة، بلغ تعداد سكانها 321 نسمة حسب تعداد اليمن لعام 2004.